# Ray Bray
Raymond Robert Bray (* 1. Februar 1917 in Caspian, Michigan; † 26. Dezember 1993 in Mesa, Arizona), Spitzname: "Muscles" war ein US-amerikanischer American-Football-Spieler. Er spielte in der National Football League (NFL) bei den Chicago Bears und den Green Bay Packers.

## Spielerlaufbahn

### Collegekarriere
Ray Bray schloss sich nach dem Besuch der Highschool 1936 der Western Michigan University an, wo er College Football spielte, aber auch als Leichtathlet aktiv war. In seinem letzten Spieljahr wurde er zum All American gewählt. In allen drei Studienjahren wurde er sowohl als Leichtathlet, aber auch als Footballspieler von seinem College ausgezeichnet. Bray schloss sein Sportstudium im Jahr 1939 erfolgreich ab.

### Profikarriere
Raymond Bray wurde im Jahr 1939 von den Chicago Bears in der neunten Runde an 76. Stelle der NFL Draft ausgewählt. Vom Trainer der Bears George Halas wurde er in der Defensive Line aber auch in der Offensive Line eingesetzt. Im selben Jahr wie Bray verpflichteten die Bears Quarterback Sid Luckman für dessen Schutz Bray mitverantwortlich war. Mit den späteren Mitgliedern in der Pro Football Hall of Fame Dan Fortmann, George Musso und Joe Stydahar, sowie Bulldog Turner entwickelte sich die Mannschaft zu einem Spitzenteam.
Das zweite Profijahr lief für Bray nicht sehr gut. Im Laufe der Saison hatte er sich eine Knieverletzung zugezogen, wodurch er nicht am NFL-Meisterschaftsspiel der Bears gegen die Washington Redskins teilnehmen konnte. Die Bears gewannen dieses Spiel mit 73:0. Im folgenden Jahr hatte sich Bray von seiner Verletzung erholt und die Bears konnten ihren Titel verteidigen. Sie gewannen das Endspiel gegen die New York Giants mit 37:9.
Wie sein Trainer Halas musste auch Bray seine Laufbahn nach der Saison 1942 unterbrechen. Er diente während des Zweiten Weltkriegs in der US Navy. Zu einem Kampfeinsatz kam er nicht. Vielmehr wurde er als Fitnesstrainer eingesetzt und spielte in Jacksonville, Florida, in einer Militärmannschaft. Im Jahr 1946 setzte Bray seine Karriere bei den Bears fort und gewann nach einem 24:14-Sieg im NFL-Endspiel über die New York Giants seinen dritten Meistertitel.
In der Spielrunde 1951 machte Ray Bray landesweit durch einen illegalen Spielzug auf sich aufmerksam. Bei einem Angriffsspielzug seiner Mannschaft stand er zunächst an der Seitenlinie. Den Rams gelang es einen Pass der Bears abzufangen und waren im Begriff den Ball in die Endzone der Mannschaft aus Chicago zu tragen. Bray, der nicht zu den elf aufgestellten Spieler der Bears gehörte, nutzte eine Unaufmerksamkeit der Schiedsrichter, lief auf das Spielfeld und brachte den gegnerischen Angreifer rechtzeitig zu Fall. Niemandem fiel während des Spiels der Regelverstoß von Bray auf. Seiner Mannschaft half es aber nicht weiter, sie verlor trotzdem das Spiel. Nach der Saison 1951 wurde Bray an die Green Bay Packers abgegeben. Er beendete dort nach einer Spielrunde seine Laufbahn.

## Nach der Laufbahn
Ray Bray arbeitete nach seiner Laufbahn als Autoverkäufer bei der Firma Cadillac. Er war verheiratet und hatte drei Kinder.

## Ehrungen
Bray spielte viermal im Pro Bowl, wurde viermal zum All-Pro gewählt und ist Mitglied in der Upper Penninsula Sports Hall of Fame sowie in der Hall of Fame seines Colleges.